# Ленточница ивовая
Ленточница ивовая или орденская лента ивовая (лат. Catocala electa) — вид бабочек из семейства Erebidae.

## Описание
Размах крыльев — 65—88 мм. Передние крылья светлые, серого цвета с бурым напылением, с чёрными поперечными линиями и большим с четкими контурами пятном, которое имеет форму буквы «W». Данное пятно образуется наружной поперечной полоской и служит главным отличительным признаком для данного вида. Волнистая линия является светлой и нечеткой. Почковидное пятно бурого цвета, с двойной каймой.
Задние крылья красного цвета: у самца с малиново-красным оттенком, у самки — с рыжевато-красным. Задние крылья с чёрного цвета срединной перевязью и чёрной каймой. Данная перевязь не доходит до внутреннего края, а в середине — она сужается, изгибаясь под прямым углом. Бахромка крыльев белого цвета, волнистая.

## Ареал
Юг Европы, Кавказ, Средняя, Малая и Передняя Азия, Южный Урал, Сибирь, Дальний Восток, Япония, Приморье, Приамурье, Китай.

## Биология
Обитает в смешанных лесах, парках, лесополосах, на берегах водоёмов, на заболоченных участках, а также в луговых долинах, заливных лугах, влажных биотопах. В горах поднимается на высоты до 1400 метров над уровнем моря. Лёт бабочек отмечается с начала июля до начала октября. Бабочки активны ночью и в сумерках.

## Жизненный цикл
Гусеница жёлто-бурого цвета либо жёлто-серого цвета, с небольшими чёрными точками. Восьмой сегмент гусеницы несет желтую бородавку, а одиннадцатый — небольшое возвышение с двумя вершинами. Голова гусеницы желтого цвета, с бурым рисунком на ней. Стадия гусеницы: май—июнь. Кормовые растения гусениц: ива, ива прутовидная и тополь. Куколка бурого цвета. Зимует яйцо.

## Подвиды
- Catocala electa electa,
- Catocala electa zalmunna (Butler, 1877), Дальний Восток (Дальний Восток России, северный Китай, Корея, Япония)

## Охрана
Занесен в Красную книгу Московской области (0-я категория. Вид, вероятно исчезнувший на территории области.)